# Casa vinicola
Una casa vinicola è un'azienda specializzata nella vinificazione.
Una casa vinicola possiede un laboratorio di produzione e una cantina (con tini, botti e barriques) per la conservazione e l'invecchiamento del vino. Una caratteristica delle grandi case vinicole è l'attenzione alla qualità: infatti molte di esse hanno un apposito reparto dedicato alla verifica della qualità del prodotto.

## Case vinicole con e senza vigneti
Sebbene molte case vinicole possiedano vigneti e seguano tutto il procedimento di lavorazione del vino dall'impianto della vite all'imbottigliamento e alla commercializzazione,  ne esistono anche alcune dedite solo alla lavorazione delle uve, che si trovano spesso in zone lontane dalle coltivazioni della vite.

## In Italia

### Case vinicole prestigiose
Le case vinicole più prestigiose hanno in genere una tradizione antica essendo state fondate da famiglie nobili proprietarie di grandi appezzamenti di terreno (per esempio in Toscana gli Antinori e i Frescobaldi).

### La cantina sociale
Un modello particolare di casa vinicola, diffusa in Italia e in altri paesi, è la cantina sociale. Essa non possiede vigneti, al contrario molti viticoltori vi portano il raccolto dell'anno che qui viene lavorato, conservato e imbottigliato. Spesso funziona secondo il metodo cooperativo: i produttori quindi sono anche soci dell'azienda stessa.